# Lista okrętów lotniczych Royal Australian Navy
Lista okrętów lotniczych Royal Australian Navy obejmuje tendry wodnosamolotów, lotniskowce i śmigłowcowce, które służyły w Royal Australian Navy.
| Nazwa           | Typ      | Wodowany | Lata służby | Uwagi |
| --------------- | -------- | -------- | ----------- | --- |
| Albatross       | brak     | 1928     | 1929–1933   | W późniejszym czasie przekazany dla Royal Navy.                                                                                           |
| Melbourne       | Majestic | 1945     | 1955–1982   | Wodowany jako HMS „Majestic” dla Royal Navy.                                                                                              |
| „Sydney”        | Majestic | 1944     | 1948–1973   | Wodowany jako HMS „Terrible” dla Royal Navy, w późniejszym okresie służył także jako transportowiec wojska.                               |
| Vengeance       | Colossus | 1944     | 1952–1955   | Wodowany jako HMS „Vengeance” dla Royal Navy, w 1955 zwrócony do RN.                                                                      |
| HMAS „Canberra” | Canberra | 2011     | 2014–       | Helikopterowiec-dok desantowy klasy LHD (Landing Helicopter Dock). W niedalekiej przyszłości może zostać lotniskowcem dla myśliwców F-35. |
| HMAS „Adelaide” | Canberra | 2011     | 2015–       | Helikopterowiec-dok desantowy klasy LHD (Landing Helicopter Dock). W niedalekiej przyszłości może zostać lotniskowcem dla myśliwców F-35. |